# Адлер, Гилберт
Гилберт Адлер (англ. Gilbert Adler; род. 14 февраля 1946) — американский кинопродюсер, сценарист и режиссёр.

## Фильмография
- Дилан Дог: Хроники вампиров / Dylan Dog: Dead of Night (2011) (продюсер)
- Операция «Валькирия» / Valkyrie (2008) (продюсер)
- Возвращение Супермена / Superman Returns (2006) (продюсер)
- Константин: Повелитель тьмы / Constantine (2005) (исполнительный продюсер)
- Старски и Хатч / Starsky & Hutch (2004) (исполнительный продюсер)
- Корабль-призрак / Ghost Ship (2002) (продюсер)
- Тринадцать привидений / Thir13en Ghosts (2001) (продюсер)
- Дом ночных призраков / House on Haunted Hill (1999) (продюсер)
- Кровавый бордель / Bordello of Blood (1996) (режиссёр, продюсер)
- Байки из склепа: Рыцарь-демон / Demon Knight (1995) (продюсер)
- Байки из склепа / Tales from the Crypt (1991) (сценарист)
- Битва в штаб-квартире / Basic Training (1985) (продюсер)
- Ужасная ошибка / Certain Fury (1985) (продюсер)